# Lorraine-Dietrich Type CGER
Der Lorraine-Dietrich Type CGER ist ein Pkw-Modell aus der Zeit um 1910. Hersteller war Lorraine-Dietrich in Frankreich.

## Beschreibung
Das Modell stand von 1909 bis 1910 im Sortiment. Vorgänger war der Type CFER. Einen Nachfolger gab es nicht.
Der Motor entstand nach einer Lizenz von Turcat-Méry. Er ist ein Vierzylinder-Reihenmotor. Er ist als L-Kopf-Motor mit SV-Ventilsteuerung ausgeführt. Jeweils zwei Zylinder sind paarweise zusammengegossen. 146 mm Bohrung und 180 mm Hub ergeben 12.054 cm³ Hubraum. Der Motor war damals in Frankreich steuerlich mit 60 CV eingestuft.
Der Motor ist vorn längs im Fahrgestell eingebaut. Er treibt über ein Vierganggetriebe und Ketten die Hinterräder an. Die Bremse wirkt zeittypisch nur auf die Hinterachse.
Der Radstand beträgt 330 cm.